# Parkroyal Collection Pickering
Parkroyal Collection Pickering, Singapur ist ein Luxushotel im Stadtteil Downtown Core von Singapur. Das Gebäude, das von WOHA entworfen ist, wurde vielfach für seine Architektur ausgezeichnet, die 15.000 m² erhöhte Terrassengärten umfasst.

## Architektur und Ausstattung
Die Gartenterrasse des Hotels ist so konzipiert, dass sie durch den Einsatz von Solarzellen, Bewegungssensoren, Regenwassernutzung und Wasseraufbereitung nur wenig Energie verbraucht.
Parkroyal on Pickering verfügt über 367 Zimmer. Die fünfte Etage des Hotels ist ausgestattet mit einem Spa, einem Fitnesscenter, einem Infinity-Pool und einem Garten.

## Auszeichnungen
- 2016 Singapore Institute of Architects (SIA) Architectural Design Awards –  Design Award[7]
- 2015 Council on Tall Buildings and Urban Habitat – Urban Award[8]
- 2015 Singapore Tourism Board – Singapore Experience Awards – Business Event Venue of the Year[2]
- 2014 Australian Institute of Architects – International Chapter Architecture Awards – International Architecture Award[9]
- 2014 German Design Council Iconic Awards – Best of Best Award[10]
- 2014 Good Design Award – Green Good Design Award[11]
- 2013 INSIDE World Festival of Interiors – Best Interior Design[12]
- 2013 World Architecture News (WAN) Awards – Hotel of the Year[13]
- 2013 President’s Design Award – Design of the Year[14]